# Plainview (Minnesota)
Plainview è una città degli Stati Uniti d'America, situata in Minnesota, nella Contea di Wabasha.